# Pan-Amerikaans kampioenschap taekwondo 1984
Het Pan-Amerikaans kampioenschap taekwondo van 1984 is het derde kampioenschap taekwondo van de Pan-American Taekwondo Union. Het werd van 16 tot 18 november gehouden in Paramaribo in Suriname. De wedstrijden van de dames vielen door de lage opkomst uit.
De Budo Organisatie van Suriname was twee jaar eerder lid geworden van de International Taekwon-Do Federation. Een dag voor aanvang van het kampioenschap werd Gerard Alberga als voorzitter van de opvolger, de Surinaamse Taekwondo Associatie, tevens gekozen tot vicevoorzitter van de Pan-American Taekwondo Union. Het toernooi was voor Suriname als organiserend land een sportief succes met een gouden medaille (voor Ivan Fernald), drie keer zilver (Wartes Maarten, Dennis Wip en Jimmy Belfor) en twee keer brons (Rudie Wolf en Selwijn Balijn).

## Individuele resultaten
| Onderdeel | Goud                          | Zilver                                    | Brons                                                              |
| --------- | ----------------------------- | ----------------------------------------- | ------------------------------------------------------------------ |
| –48 kg    | Long Pham Verenigde Staten    | Wartes Maarten Suriname                   | Nelson Arellano Ecuador Juan Pérez Dominicaanse Republiek          |
| –52 kg    | Dae-Sung Lee Verenigde Staten | Kippen Steueh Canada                      | Reyes Oriris Dominicaanse Republiek M. Camargo Colombia            |
| –56 kg    | Doug Lewis Verenigde Staten   | Zaldariaga Colombia                       | Alejandro González Argentinië Keith Douglass Canada                |
| –60 kg    | Han-Won Lee Verenigde Staten  | Julio Montas Dominicaanse Republiek       | Raward Rhoit Canada Ruppert Harrison Trinidad en Tobago            |
| –64 kg    | Ashley Castaneda Canada       | Manuel Iván Tejeda Dominicaanse Republiek | Martín Pardo Argentinië Thomas Marshall Verenigde Staten           |
| –68 kg    | Jean Claude Morais Canada     | Dennis Wip Suriname                       | Ricardo Terán Ecuador Miguel Guerrero Dominicaanse Republiek       |
| –73 kg    | Ivan Fernald Suriname         | Oscar Maldonado Dominicaanse Republiek    | Yves Simard Canada Kareem Ali Jabbar Verenigde Staten              |
| –78 kg    | Ferrere Clerveaux Canada      | Earl Taylor Verenigde Staten              | Rudie Wolf Suriname P. Carbonell Dominicaanse Republiek            |
| –84 kg    | Il-Yong Choi Verenigde Staten | Jimmy Belfor Suriname                     | Michel Labonté Canada Fernando Jaramillo Ecuador                   |
| +84 kg    | Hasan Naim Verenigde Staten   | Christopher Galloway Jamaica              | Selwijn Balijn Suriname Robert Fellner Amerikaanse Maagdeneilanden |

## Medaillespiegel
| Plaats | Land                        | Goud | Zilver | Brons | Totaal |
| 1      | Verenigde Staten            | 6    | 1      | 2     | 9      |
| 2      | Canada                      | 3    | 1      | 4     | 8      |
| 3      | Suriname                    | 1    | 3      | 2     | 6      |
| 4      | Dominicaanse Republiek      | 0    | 3      | 4     | 7      |
| 5      | Colombia                    | 0    | 1      | 1     | 2      |
| 6      | Jamaica                     | 0    | 1      | 0     | 1      |
| 7      | Ecuador                     | 0    | 0      | 3     | 3      |
| 8      | Argentinië                  | 0    | 0      | 2     | 2      |
| 9      | Amerikaanse Maagdeneilanden | 0    | 0      | 1     | 1      |
| 9      | Trinidad en Tobago          | 0    | 0      | 1     | 1      |
|        | TOTAAL                      | 10   | 10     | 20    | 40     |